# Erupción volcánica de La Palma de 1712
La erupción del volcán El Charco fue una erupción volcánica ocurrida en 1712 en la isla de La Palma. Se trata de una de las últimas erupciones históricas más registrada en el archipiélago canario hasta la del volcán de San Juan en 1949.
La erupción de El Charco duró 56 días, comenzó el 9 de octubre de 1712 y concluyó el 3 de diciembre, y dejó importantes daños materiales.
La erupción, de tipo fisural y estromboliano, según el Instituto Geográfico Nacional (IGN) es la erupción histórica peor documentada y más desconocida de las registradas desde el siglo XVI.

## Desarrollo de la erupción
El domingo 9  de octubre de 1712, reventaron dos bocas, en un lomito y otra de inmediato debajo, arrojando gran cantidad de fuego, piedras y ceniza. Estas dos bocas emitían desde una altitud próxima al volcán de Tigalate hacia la vertiente occidental de Cumbre Vieja. Tuvo precursores sísmicos desde el 4 de octubre y, desde el día 8 de octubre, también hubo emisiones de gases en una fase fumaroliana.

## Toponimia
El volcán de El Charco es llamado así porque comenzó a salir la lava en la conocida como Hacienda del Charco de Doña Ana Teresa Massieu, tía de uno de los cronistas y cacique de la isla, Juan Agustín de Sotomayor.